# Natuurpark Aiguamolls de l'Empordà

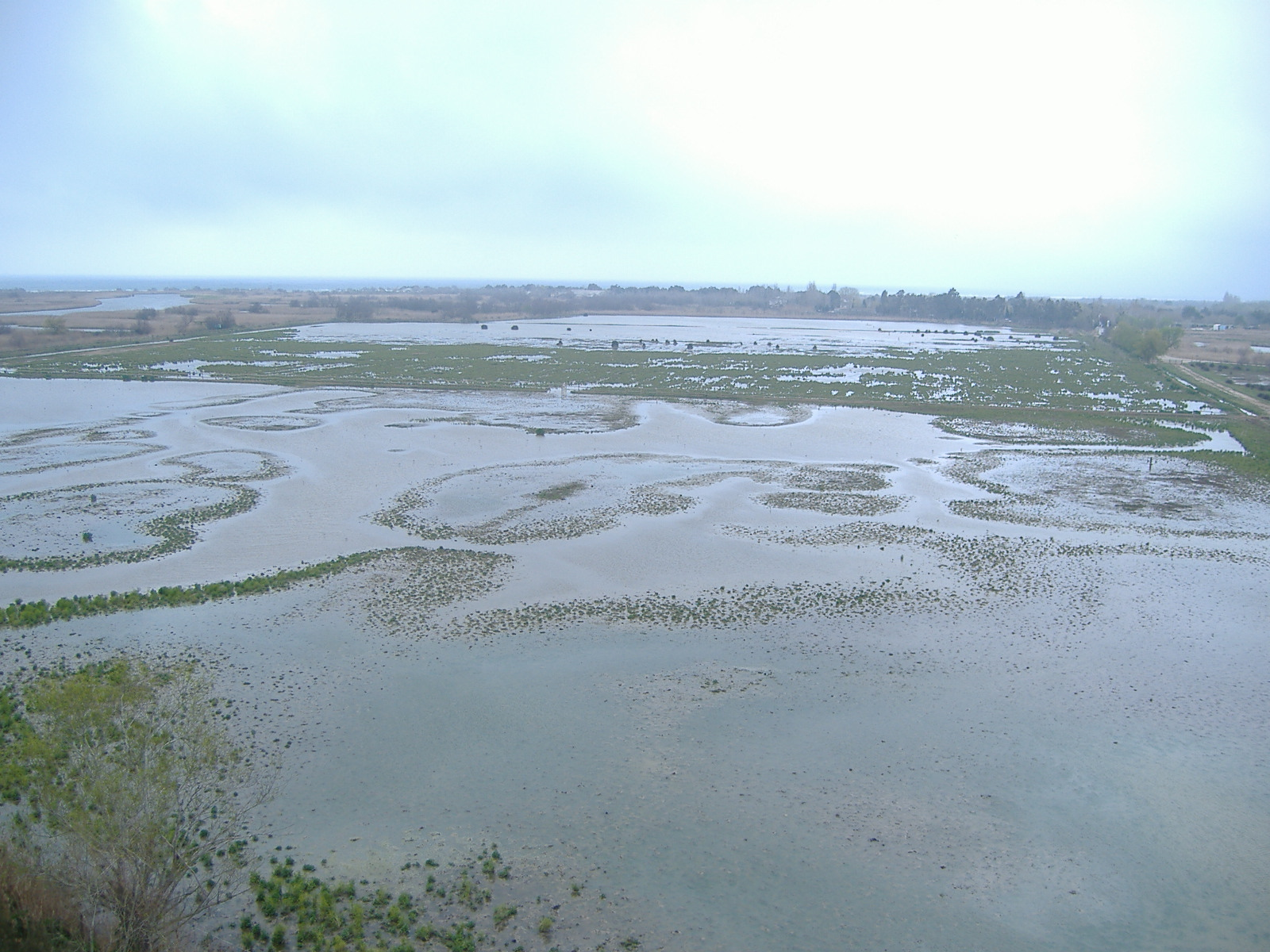

Het Natuurpark  Aiguamolls de l'Empordà (Catalaans: Parc Natural Aiguamolls de l'Empordà/Spaans: Parque natural de las Marismas del Ampurdán) is een natuurpark in Catalonië in Spanje. Het natuurpark werd opgericht in 1983 en is 4824 hectare groot. Het natuurpark omvat draslanden en moerassen.